# 馬烏
馬烏，也稱毛讷特彭金（Maunath Bhanjan），是印度北方邦马乌县的一个城镇。总人口210071（2001年）。

## 人口
该地2001年总人口210071人，其中男性108696人，女性101375人；0—6岁人口42365人，其中男21598人，女20767人；识字率57.99%，其中男性为64.87%，女性为50.62%。